# City of Coventry Stadium
Il City of Coventry Stadium, per motivi di sponsorizzazione Ricoh Arena, è un complesso multifunzione di Coventry, nel Regno Unito; esso comprende un impianto sportivo da 32 604 posti dedicato al calcio e al rugby a 15, una piazza-sala espositiva di 6.000 metri quadrati, un albergo, un centro ricreativo e un casinò.
Nata come City of Coventry Stadium, prende il nome dall'azienda giapponese Ricoh che contribuì con 10 milioni di sterline alla realizzazione dello stadio: questo, benché aperto al pubblico dal 2005, fu inaugurato ufficialmente da Kelly Holmes e dal ministro dello Sport britannico Richard Caborn il 24 febbraio 2007.
Lo stadio è l'impianto interno della squadra di rugby degli Wasps e della formazione giovanile London Wasps Netball, le quali appartengono alla London Wasps Holding, la società che detiene la proprietà dell'impianto. Ha ospitato le partite casalinghe della squadra di calcio del Coventry City, in due periodi dal 2005 al 2013 e dal 2014 al 2019, e della formazione femminile Coventry City Ladies nel 2014. 
Nello stadio hanno anche avuto luogo diversi concerti: Bryan Adams è stato il primo artista ad esibirsi il 23 settembre 2005. I Red Hot Chili Peppers vi hanno suonato nel 2006 durante il loro Stadium Arcadium World Tour. Il 29 maggio 2012 i Coldplay hanno tenuto un concerto record davanti a 40.500 persone. I Muse si sono esibiti il 23 maggio 2013 in occasione del loro The 2nd Law World Tour, con Dizzee Rascal e i Bastille come artisti d'apertura. Bruce Springsteen e la E Street Band hanno suonato il 20 giugno 2013, nel loro Wrecking Ball Tour.
Dal 2013 al 2019 è stato sede del Champion of Champions, dal 2017 al 2019 della Championship League e dal 2021 del World Grand Prix di snooker.

## Galleria d’immagini

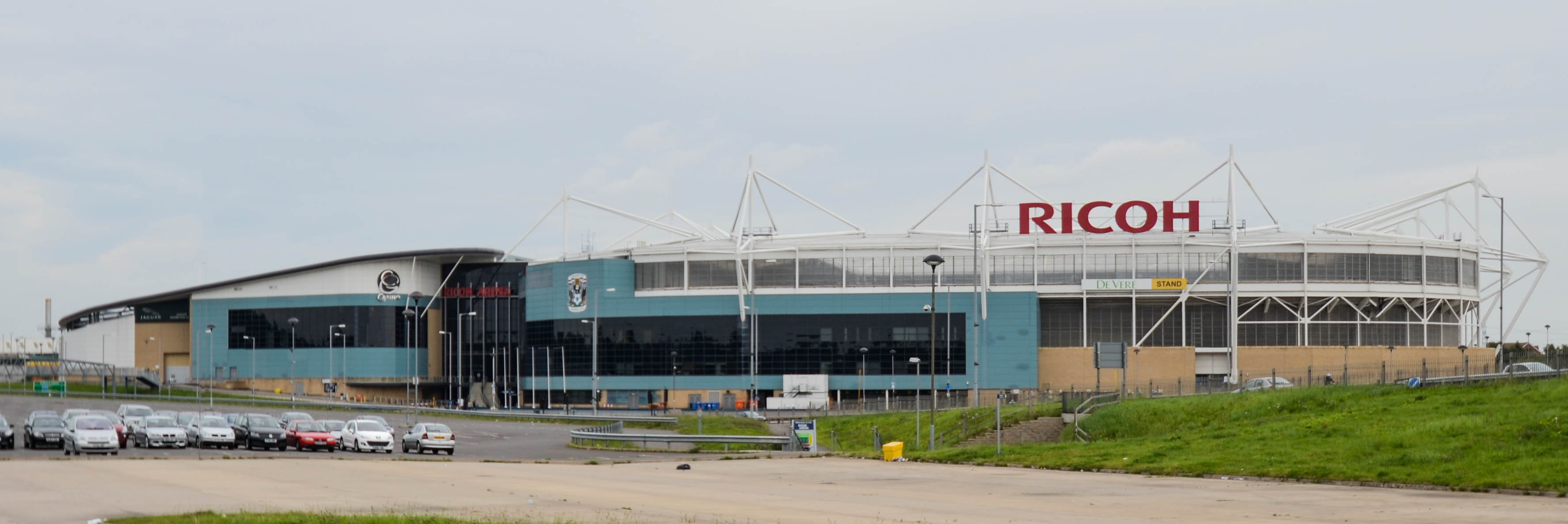